# Fredede bygninger i Glostrup Kommune
Der er ingen fredede bygninger i Glostrup Kommune (ud over kirker).